# زقاق البيمارستان
زقاق البيمارستان وعلى ألسنة الناس زقاق المارستان، هو أحد أزقة دمشق، يقع في حي الحريقة، كان سابقاً في آخر درب الشعارين، تعود تسميته للبيمارستان النوري.